# Can Boada (Vidreres)
Can Boada és un edifici del municipi de Vidreres (Selva) inclosa en l'Inventari del Patrimoni Arquitectònic de Catalunya.

## Descripció
Es tracta d'un edifici entre mitgeres de dues plantes i golfes amb coberta a dues aigües a façana. Les obertures de la façana tenen forma rectangular i, totes menys la del garatge, emmarcaments de pedra de tipus rústic (pedra de Banyoles), mal desbastada, de disposició emmerletada al voltant de les obertures.
Les finestres del primer pis tenen uns balcons de ferro forjat, com la finestra de la planta baixa. La porta del garatge és emmarcada amb un tipus de pedra diferent (pedra de Girona), reaprofitada de l'edifici anterior, així com les pedres dels ampits dels balcons.
El teulat sobresurt gairebé mig metre i està suportat per un seguit de tretze bigues de fusta pintades de marró.
El cromatisme de l'edifici juga amb el blanc, el verd i els marrons.

## Història
El 1875 l'edifici fou comprat per la família Boada i es feren modificacions sobre la casa original. D'aquest moment en resten els marcs de pedra del garatge, els ampits i el ferro forjat dels balcons.
El 1965 es va reconstruir la façana, el teulat i els interiors.